# Pierre d'Autancourt
Pierre d'Autancourt (ou Dautancourt), né le 28 février 1771 à Montigny-sous-Marle et mort à Nevers le 2 janvier 1832, est un général français de la Révolution et de l’Empire.

## Biographie
Fils de Pierre Dautancourt, sous-brigadier des employés, demeurant à Montigny-sous-Marle, et Marie Antoinette Petrot (ou Fetrot), il naît et est baptisé le 28 février 1771, à Montigny-sous-Marle (Aisne). Il épouse Sophie Justine Cécile Josèphe d’Hardivillier (fille de Jean Joseph d'Hardivillier, receveur de la régie des domaines nationaux), le 14 juin 1810 et sont domiciliés au 22, rue du Faubourg-du-Roule, à Paris (Seine).

### Campagnes militaires
Le général Dautancourt participe à l'arrestation, et assiste au procès et à l'exécution du duc d'Enghien (1804). Le 6 avril 1807, il devient colonel-major des chevau-légers polonais de la Garde. Il participe à la guerre d'Espagne en 1808, où il est présent à la bataille de Somosierra le 30 novembre 1808 où a lieu la charge des chevau-légers polonais. Il combat par la suite à Essling et à Wagram en 1809. Il est fait Chevalier de l'Empire en 1808, puis baron de l'Empire en 1810. Il prend également part à la campagne de Russie en 1812. Il commande les quatre régiments des gardes d’honneur à la bataille de Leipzig, depuis le 16 octobre 1813, au matin, et jusqu’au 25 décembre 1813 au soir. Il sert durant la campagne de France de 1814 à Brienne et La Rothière. À Montmirail, le 11 février 1814, Dautancourt charge les Russes à la tête des dragons de la Garde impériale et enfonce ses adversaires. Lors de la bataille de Paris le 30 mars 1814, il prend le commandement de la brigade de cavalerie de la Garde avec laquelle il affronte les armées coalisées à Clichy et Montmartre.
Pierre Dautancourt meurt à Nevers (Nièvre), le 2 janvier 1832, et est inhumé dans le cimetière Jean-Gautherin à Nevers, où sa sépulture est encore visible de nos jours. La Garde nationale lui élève un monument.

## État de service
- Entré au service comme volontaire au 2e bataillon de Vervins dans l'Aisne depuis sa formation le 15 septembre 1792 ;
- Caporal le 15 septembre 1793 ;
- Quartier-maître-trésorier le 26 nivôse an II (15 janvier 1794) ;
- Incorporé au 1er bataillon de volontaires de la Vienne le 5 pluviôse an II (24 janvier 1794) ;
- Grenadier le 1er ventôse an II (19 février 1794) ;
- Officier de police militaire (juge militaire), avec rang de capitaine, à l’Armée du Nord le 2 fructidor an II (19 août 1794) ;
- Quartier-maître-trésorier de la Gendarmerie dans les départements réunis le 28 fructidor an IV (14 septembre 1796) ;
- Lieutenant le 29 pluviôse an VI (17 février 1798) ;
- Employé depuis le 20 messidor an VI (8 juillet 1798) à l’organisation de la gendarmerie dans les 4 départements du Rhin ;
- Capitaine de gendarmerie à Mayence le 7 germinal an VIII (28 mars 1800) ;
- Capitaine de cavalerie dans la gendarmerie d’élite, le 3e jour complémentaire du calendrier républicain de l’an IX (20 septembre 1800) ;
- Capitaine adjudant-major, le 2 pluviôse an XII (23 janvier 1804) ;
- Adjudant-major le 22 janvier 1804 ;
- Chef d’escadron le 26 germinal an XII (16 avril 1804) ;
- Major du 1er régiment de chevau-légers lanciers polonais de la Garde impériale le 6 avril 1807 ;
- Général de brigade le 28 novembre 1813 ;
- Commandant de la 2e brigade de cavalerie de la Garde Impériale (janvier 1814 - 30 mars 1814) ;
- Mis en non-activité le 1er septembre 1814 ;
- Commandant de la Gendarmerie de la Garde Impériale (10 avril 1815 - 1er octobre 1815) ;
- Mis en non-activité le 1er octobre 1815) ;
- Admis en retraite comme maréchal de camp le 1er janvier 1825 ;
- Réactivé comme commandant de la 1re subdivision (départements de la Nièvre et de l'Allier) de la 15e division militaire (8 août 1830 - 2 janvier 1832).

## Décorations
- Légionnaire par décret impérial du 26 prairial an XII (14 juin 1804), puis
- Officier par décret impérial du 8 germinal an XIII, puis,
- Commandeur de la Légion d'honneur par décret impérial du 27 février 1814 ;
- Chevalier[5] (3e classe) de l’Ordre militaire Virtuti Militari de Pologne (ou du Grand Duché de Varsovie) par décret du 26 novembre 1810.

## Hommages, honneurs, mentions…
Depuis 1868, et sur décision de Napoléon III,  la rue Dautancourt lui rend hommage dans le 17e arrondissement de Paris.

## Pensions, rentes
- Donataire d’une rente annuelle de 4 000 francs sur Rome, le 14 mars 1810.

## Armoiries
| Figure | Blasonnement |
|        | Armes du Chevalier Pierre d'Autancourt et de l'Empire Tiercé en fasce : de sable à une tour d'argent crénelée de trois pièces, ouverte et maçonnée de gueules; de gueules au signe des chevaliers légionnaires ; et d'azur au cheval galopant d'or., |
|        | Armes du baron Pierre d'Autancourt et de l'Empire Écartelé : au 1er, de sable à la tour d'argent crénelée de trois pièces, ouverte et maçonnée de gueules ; au 2e, du quartier des Barons militaires, au 3e, d'azur au cheval galopant d'or; au 4e, d'or à deux lances polonaises de sable en sautoir, au pennon coupé d'argent et de gueules, cantonnées en chef et en flanc de trois molettes de sable, et en pointe d'un fer à cheval d'azur clouté du champ. |

## Sources
- Baptiste-Pierre Courcelles, Dictionnaire historique et biographique des généraux français : depuis le onzième siècle jusqu'en 1822, Tome 1, l’Auteur, 1823, 459 p. (lire en ligne), p. 252.
- Jean Tranié et Juan-Carlos Carmigniani, Les Polonais de Napoléon, Copernic, 1982, 179 p..
- Archives nationales (CARAN) – Service Historique de l’Armée de Terre – Fort de Vincennes – Dossier S.H.A.T. cote : 8 Yd 1 599.
- « Cote LH/669/62 », base Léonore, ministère français de la Culture
- (en) « Generals Who Served in the French Army during the Period 1789 - 1814: Eberle to Exelmans »